# زهرة الحواشي المشرقية
زهرة الحواشي المشرقية (باللاتينية: Veronica orientalis) نوع نباتي يتبع جنس زهرة الحواشي من الفصيلة الحملية. كانت تصنف سابقًا ضمن الفصيلة الغدبية.

## الموئل والانتشار
موطنها المشرق العربي وتركيا وبعض مناطق شرق أوروبا.